# نقرین
نقرین (به عربی: نقرين) یک شهرداری در الجزایر است که در استان تبسه واقع شده‌است. نقرین ۱٬۶۰۴ کیلومتر مربع مساحت و ۹٬۴۴۵ نفر جمعیت دارد و ۳۱۲ متر بالاتر از سطح دریا واقع شده‌است.